# Larry Fink (fotograf)
Larry Fink (11. března 1941 – 25. listopadu 2023) byl americký fotograf nejznámější svými černobílými snímky lidí na večírcích a v jiných společenských situacích.

## Životopis
Fink se narodil v roce 1941 v Brooklynu ve státě New York. Jeho otec Bernard Fink byl právník a matka Sylvia Caplanová Finková byla aktivistkou proti jaderným zbraním a bojovnicí za práva starších pro Šedé pantery. Jeho mladší sestra byla známá právnička Elizabeth Finková (1945–2015). Vyrůstal v politicky uvědomělé domácnosti a popisoval se jako „marxista z Long Islandu“. Studoval na New School for Social Research v New Yorku, kde fotografka Lisette Modelová byla jednou z jeho učitelek a podporovala jeho práci.
Od roku 1986 působil na fakultě Bard College. Dříve učil na jiných institucích včetně Yale University School of Art (1977–1978), Cooper Union School of Art and Architecture (1978–1983), Parsons School of Design a Newyorské univerzitě.
Dne 23. května 2012 opustil Fink svou dlouholetou fotografickou agenturu Bill Charles Represents.

## Dílo
Finkovým nejznámějším dílem je Social Graces, série fotografií, které vytvořil v 70. letech 20. století a které zachycovaly kontrasty bohatých obyvatel Manhattanu v módních klubech a společenských akcích spolu s lidmi z dělnické třídy z venkova v Pensylvánii, kteří se účastnili akcí, jako jsou promoce střední školy. Social Graces byla předmětem samostatné výstavy v Muzeu moderního umění v roce 1979 a v roce 1984 vyšla knižně Recenzent New York Times popsal sérii jako prozkoumávající sociální třídu srovnáním „dvou radikálně odlišných světů“, přičemž dosahuje „jedné z věcí, které přímá fotografie dělá nejlépe: poskytuje mučivě intimní pohledy na skutečné lidi a jejich příliš mnoho „omylně – lidských životů“.
V roce 2001 vytvořil Fink na zakázku pro The New York Times Magazine sérii satirických barevných obrazů prezidenta George W. Bushe a jeho kabinetu (za pomoci náhradníků) ve scénách dekadentního veselí podle obrazů malířů z výmarské éry jako byli Max Beckmann, Otto Dix a George Grosz. Plánovaná publikace série byla zrušena po útocích z 11. září, ale byla vystavena v létě 2004 v galerii PowerHouse v New Yorku v pořadu s názvem „The Forbidden Pictures: A Political Tableau“ („Zakázané fotografie: Politické tablo“).

## Ceny a vyznamenání
Fink v roce 1976 získal Guggenheimovo stipendium a v roce 1979 National Endowment for the Arts a v letech 1978 a 1986 Individual Photography Fellowships. V roce 2002 získal čestný doktorát na College for Creative Studies v Detroitu.

## Publikace

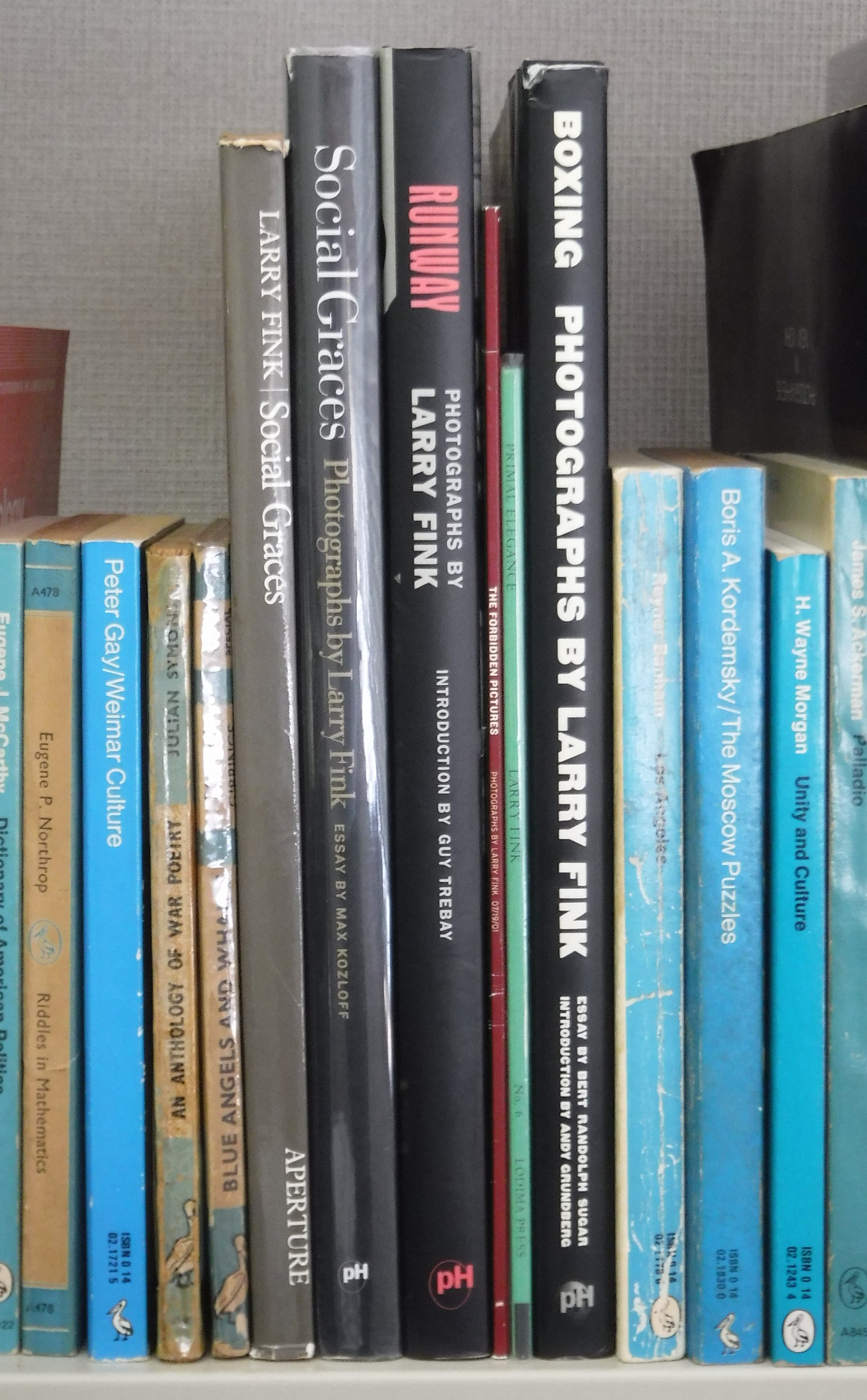
Šest knih Larryho Finka (lemované irelevantními Pelikány); zleva doprava: Social Graces (1984), Social Graces (1999), Runway, The Forbidden Pictures, Primal Elegance, Box

- Photographs. San Francisco: San Francisco Museum of Modern Art, 1981. Booklet accompanying an exhibition by Fink and Joel Sternfeld.
- Ist Fotografie Kunst? Gehört Fotografie ins Museum? "Internationales Fotosymposion 1981, Schloss Mickeln bei Düsseldorf." Munich: Mahnert-Lueg, 1982. ISBN 3922170250. Fotografie: Fink.
- Social Graces. Millerton, New York: Aperture, 1984. ISBN 0-89381-135-1 (clothbound); ISBN 0-89381-159-9 (collectors' edition); ISBN 0-89381-201-3 (softcover).
  - Social Graces. New York: PowerHouse, 1999. ISBN 1-57687-048-0 (regular edition); ISBN 1-57687-049-9 (limited edition). Larger format and redesigned, úvodní text (poprvé publikováno roku 1979): Max Kozloff.
- Focus Santa Barbara. Santa Barbara, CA: Santa Barbara Contemporary Arts Forum, 1985. Výstavní katalog, 1985, fotografie: Fink, Walter Cotton, Lee Friedlander, Mary Ellen Marková, Richard Misrach a Richard Ross.
- Pleasures and Terrors of Domestic Comfort. New York: The Museum of Modern Art, 1991. Editor Peter Galassi, fotografie: Fink.
- Still Working: Underknown Artists of Age in America. [New York]: Parsons School of Design, New York, 1994. ISBN 0295973854. Editor: Stewart Shedletsky; fotografie: Fink; esej: Ann Gibson.
- Waking the Wood: Martha Posner: January 19 through March 2, 1995. Allentown, PA: Frank Martin Gallery, Baker Center for the Arts, Muhlenberg College, [1995]. OCLC 630168745 Booklet s úvodním slovem a fotografiemi Larry Fink, esej: J. M. Welker.
- Uma cidade assim. Matosinhos: Câmara Municipal de Matosinhos, 1996. ISBN 9729143234. Fotografie Fink a Bruno Sequeira.[n 1]
- Boxing. New York: PowerHouse, 1997. ISBN 1-57687-008-1 (regular edition); ISBN 1-57687-009-X (limitovaná edice). Fink. Úvod: Andy Grundberg; esej: Bert Randolph Sugar.
- Fish and Wine: Larry Fink's Photographs of Portugal. Easton, PA: Lafayette College, Art Gallery, Williams Center for the Arts, 1997. ISBN 0966032209. Booklet to accompany an exhibition held in September 1997 at Lafayette College, Easton, Pennsylvania, and October–November 1997 at Gateway Center IV, Newark, New Jersey. esej: George E. Panichas.
- Rent. New York: William Morrow, 1997. ISBN 0688154379. About the musical Rent; by Jonathan Larson et al.; fotografie Fink a Stewart Ferebee.
- Ellis Island: Echoes from a Nation's Past. New York: Aperture, 1997. ISBN 0893813974. Fotografie: Fink a další.
- Runway. New York: PowerHouse, 1999. ISBN 1-57687-027-8 (regular edition); ISBN 157687-028-6 (limitovaná edice). Fink, úvod: Guy Trebay.
- A City Seen: Photographs from the George Gund Foundation Collection. Cleveland: The Cleveland Museum of Art, 2002. ISBN 0940717689, fotografie: Fink.
- The Forbidden Pictures: Photographs. New York: PowerHouse, 2004. ISBN 1-57687-244-0. Dvanáct fotografií: Fink, texty: Fink a další.
- Woolrich Roadtrip 2004, New York, NY to Woolrich, PA. Woolrich, PA: Woolrich, 2004.
- Larry Fink. Phaidon 55. London: Phaidon, 2005. ISBN 071484022X. Laurie Dahlberg.
- Primal Elegance. Portfolio Book Series, no. 6. Revere, PA: Lodima, 2005. ISBN 1-888899-29-8. Edition of 1000. 14 fotografií: Fink.
- Somewhere There's Music. Bologna: Damiani, 2006. ISBN 8889431563; ISBN 8889431628. Fotografie: Fink, esej: George E. Panichas.
- Cleveland Clinic: Two Views. Cleveland: Cleveland Clinic, 2006. ISBN 0979082706. Fotografie Fink a Andrew Moore.
- Effetto Luce. Florence: Luce della Vite, 2007. The publisher's description: "In 2007 Luce della Vite, the Montalcino wine producer hosted an gala event with international media and guests, including celebrities from the worlds of entertainment, fashion, wine and business, arrive in Florence to celebrate launch of new Luce wine at the prestigious Villa i Collazzi in Florence on Saturday night and photographer Larry Fink captured the most significant moments of the Effetto Luce evening."
- Night at the Met. N.p. Fotovision, 2009. Fotografie: Fink, Metropolitní muzeum umění.
- The Vanities: Hollywood Parties 2000–2009: Photographs. Mnichov: Schirmer/Mosel, 2011. ISBN 3829605269. Fotografie: Fink, eseje: Lucy Sante a Ash Carter, text v angličtině a němčině.
- Larry Fink: Attraction and Desire: 50 Years in Photography. Saint Louis, MO: The Sheldon Art Galleries, [2011]. ISBN 0578077388. Výstava v Sheldon Art Galleries, 2011, esej: Olivia Lahs-Gonzales.
- Contatti. Provini d'Autore = Choosing the best photo by using the contact sheet. Vol. I. Editor: Giammaria De Gasperis. Řím: Postcart, 2012. ISBN 978-88-86795-87-6. Fotografie: Fink.
- Larry Fink on Composition and Improvisation. New York: Aperture, 2014. ISBN 1597112739. Úvod: Lisa Kereszi.
- The Beats. Brooklyn, NY: PowerHouse, 2014. ISBN 1576876896, fotografie: Fink, téma: Beat Generation, esej a báseň: Gerald Stern esej: Robert Cordier.
- Kindred Spirits. Minor Matters, 2014. Fotografie: Fink, esej: Peter Barberie.
- Opening the Sky. Londýn: Stanley Barker, 2015. ISBN 9780956992239.